# الدویسین
الدویسین (به انگلیسی: Eledoisin) با فرمول شیمیایی C54H85N13O15S یک ترکیب شیمیایی با شناسه پاب‌کم 11610 است. که جرم مولی آن ۱۱۸۸٫۴۰ گرم بر مول می‌باشد.